# José Merelo
José Merelo (o Merello) fue un comerciante y voluntario de milicias español que luchó contra las Invasiones Inglesas al Río de la Plata y adhirió a la Revolución de Mayo de 1810.

## Biografía
José Merelo y del Pozo, nació en Cádiz, Andalucía, España. El 21 de julio de 1792 casó con María Josefa Granara y Marsana, natural de la villa de San Fernando, isla de León. En febrero de 1795 nació su hija María Josefa Saturnina Merelo y Granara. A comienzos del siglo XIX se afincó con su familia en la ciudad de Buenos Aires, entonces capital del Virreinato del Río de la Plata, dedicándose al comercio.

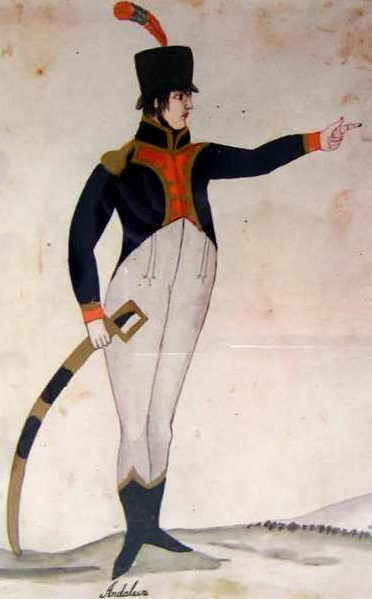
Oficial del Tercio de Andaluces (1807).

Después de la primera de las Invasiones Inglesas al Río de la Plata, al reorganizarse las milicias de Buenos Aires que enfrentarían el nuevo ataque británico, el 8 de octubre de 1806 Merelo fue nombrado comandante del Batallón Voluntarios Urbanos de los Cuatro Reinos de Andalucía, más conocido como Tercio de Andaluces.
Al producirse la segunda invasión inglesa al Río de la Plata en 1807, Merelo se batió con los británicos en la exitosa defensa de Buenos Aires. En la jornada del 5 de julio de 1807, varias de sus compañías apostadas en la calle de la iglesia de San Miguel (sobre la actual calle Suipacha) detuvieron el avance y forzaron finalmente a rendirse a 
un regimiento inglés con toda su oficialidad y casi 140 hombres.
Al producirse el 1 de enero de 1809 la llamada «Asonada de Álzaga» contra el virrey Santiago de Liniers, Merelo al frente de sus hombres sostuvo la autoridad del gobernante y líder de la resistencia contra los invasores, lo que le valió ser ascendido por «haber sido uno de los comandantes que proclamaron a n[ues]tro soberano el Sr Dn Fernando VII el día 1 de este mes, ofreciéndose a la cabeza de su batallón sostener al que legítimamente lo representaba contra los conjurados q[u]e pedían abdicase el mando».
Pese al compromiso de Merelo, en esa jornada las opiniones en el cuerpo de Andaluces estaban divididas y su segundo al mando, Agustín de Orta y Azamor, fue elegido regidor sexto y alférez real en el cabildo propuesto por Martín de Álzaga.
En la reforma dispuesta ese año por el nuevo virrey Baltasar Hidalgo de Cisneros el Tercio se convirtió en el Regimiento N° 5 y Merelo fue confirmado en el mando.
Asistió al cabildo abierto del 22 de mayo de 1810, en el que adhirió al voto de Pascual Ruiz Huidobro, quien se pronunciaba por la cesación del virrey Cisneros y proponía que el Cabildo de Buenos Aires reasumiera la autoridad ejecutiva.
El 25 de mayo de 1810 suscribió la petición de renuncia de Cisneros como presidente de la Junta designada por el Cabildo, apoyó el nombramiento de la Primera Junta presidida por un criollo, Cornelio Saavedra, y contribuyó con 50 pesos fuertes al financiamiento de la Primera expedición auxiliadora al Alto Perú.
El 9 de junio de ese año fue nombrado coronel del Regimiento N° 5, pero poco después y pese a su adhesión a la causa de la emancipación, se retiró del servicio activo, dedicándose al comercio en sociedad con Francisco de Paula Marzan. 
Al menos su hija volvió a la Isla de León tras la revolución, ya que en 1812 casó en esa localidad con León Serrano y Cuenca, capitán del Regimiento de Caballería de Calatrava.
En 1813 se le abrió una causa por haberse constituido en depositario de los bienes de su socio, causa por la cual se le confiscaron sus bienes, se le retiró ciudadanía y grado y se lo recluyó en prisión.